# Roewe
«Roewe» — автомобильная марка, созданная китайским автопроизводителем SAIC Motor в 2006 году. Автомобили Roewe изначально были основаны на технологии, приобретенной у ныне несуществующего британского автопроизводителя MG Rover. SAIC не смогла приобрести права на торговую марку Rover (которая осталась за BMW, впоследствии проданной Ford и в конечном итоге вернулся в Jaguar Land Rover) и создал марку Roewe в качестве замены. Он продается на большинстве экспортных рынков за пределами Китая под маркой MG.

## История
SAIC приобрела технологии, относящиеся к Rover 75 и Rover 25 после краха MG Rover в 2005 году, а марка Roewe впервые появилась на версии 75, Roewe 750. Первоначально намереваясь приобрести все активы обанкротившейся британской компании, SAIC была перебита Nanjing Automobile. В 2007 году SAIC объединилась с Nanjing Auto, поэтому теперь она контролирует такие свойства MG Rover, как название MG и завод в Бирмингеме, завод в Лонгбридже, который изначально не удалось приобрести.
Английская инжиниринговая фирма Ricardo помогала в разработке первых моделей Roewe и основала в Великобритании новую компанию Ricardo (2010) Consultants Ltd, которая помогла вывести 750 на рынок. По данным SAIC, работы над автомобилем также проводились в Китае. В 2007 году компания Ricardo (2010) Consultants была приобретена компанией SAIC и переименована в Технический центр SAIC Motor UK. В компании работают более 200 британских инженеров, бывших инженерами Rover.
Бренд Roewe представил электрический концепт-кар Roewe Vision-R на автосалоне в Гуанчжоу в 2015 году в Китае, который представляет собой новое поколение языка дизайна Roewe для китайского бренда с острыми складками и решеткой во всю ширину, которая произошла от предыдущего Roewe. щитовая решетка. Новая тема дизайна была применена к продуктам, выпущенным вскоре после этого, таким как Roewe i5, i6, RX3, RX5, RX7, RX8 и Marvel X, а также к обновленным Roewe 950 и Roewe 360 Plus.

## Модельный ряд

### Текущие модели
- Roewe Clever (2020-настоящее время), городской автомобиль
- Roewe i5/Ei5 (2017-настоящее время), компактный седан/универсал
- Roewe i6/ei6/i6 Max/ei6 Max (2017-настоящее время), компактный седан
- Roewe RX3/ RX3 Pro (2017-настоящее время), малолитражный внедорожник
- Roewe RX5/eRX5/ERX5/RX5 Plus/ RX5 Max (2016-настоящее время), компактный внедорожник
- Roewe RX8 (2018-настоящее время), внедорожник среднего размера
- Roewe RX9 (2022-настоящее время), внедорожник среднего размера
- Roewe iMAX8 (2020-present), full-size MPV
- Roewe D7, седан среднего размера

- Roewe Clever
- Roewe i5
- Roewe Ei5
- Roewe RX3
- Roewe RX5
- Roewe RX5 Max
- Roewe RX8
- Roewe RX9
- Roewe iMax8

### Бывшие модели
- Roewe 950/ e950 (2012—2019), седан среднего размера
- Roewe 850, midsize sedan
- Roewe 750 (2006—2016), седан среднего размера
- Roewe 550 (2008—2014), компактный седан
- Roewe 360/360 Plus (2015—2018), компактный седан
- Roewe 350 (2010—2014), компактный седан
- Roewe E50 (2013—2016), городской автомобиль
- Roewe W5 (2011—2017), внедорожник среднего размера
- Roewe Marvel X (2018—2021), внедорожник среднего размера

- Roewe e50
- Roewe 350
- Roewe 360
- Roewe 360 Plus
- Roewe 550
- Roewe e550
- Roewe 750
- Roewe 950
- Roewe e950
- Roewe W5
- Roewe Marvel X

### Концепт-кары
- Roewe N1 Concept
- Roewe E1 Concept
- Roewe Vision-R
- Roewe Vision-E
- Roewe Vision-i
- Roewe Vision-iM
- Roewe Max Concept
- Roewe R-Aura
- Roewe iM8 Concept
- Roewe Whale Concept

## Продажи
В 2013 году в Китае было продано в общей сложности 155 336 автомобилей Roewe, что сделало его 29-м по величине автомобильным брендом в стране в этом году (и 13-м по величине китайским брендом).

### Экспорт
За пределами Китая модели Roewe в настоящее время продаются под маркой MG.
В 2008 году Roewe 550 и 750 были запущены в Чили под названиями MG 550 и MG 750 соответственно. Меньший MG 350 и спортивный MG 6 были представлены на одиннадцатом автосалоне в Сантьяго в октябре 2010 г.
Европейские продажи впервые начались в Беларуси с версии 550 под маркой MG. Британский автомобильный журнал Autocar' протестировал Roewe 350 в 2010 году, предполагая, что модель будет производиться и продаваться в Великобритании, но Roewe это отрицает. Тем не менее, по состоянию на апрель 2011 г. MG6 компании SAIC (переработанный Roewe 550) началась сборка на старом заводе MG Rover в Лонгбридже. Автомобили, представленные на европейском рынке, имеют определенные улучшения по сравнению с китайскими собратьями и соответствуют стандартам выбросов Евро V, а не Евро IV.